# Pasieguito
Pasieguito, właśc. Bernadino Eladiran Pérez (ur. 21 maja 1925 w Hernanim, zm. 21 października 2002 w Walencji) – hiszpański piłkarz grający na pozycji pomocnika i trener piłkarski, który w 1980 poprowadził Valencię do zwycięstwa w Superpucharze Europy.